# Kvævenutane
Die Kvævenutane (norwegisch für Kesselspitzen) sind eine kleine Gruppe von Bergen im ostantarktischen Königin-Maud-Land. In der Payergruppe der Hoelfjella ragen sie 3 km südwestlich des Kvævefjellet auf. Zu der Gruppe gehören Mount Kibal’chich und Mount Brounov.
Entdeckt und anhand von Luftaufnahmen kartiert wurden die Berge bei der Deutschen Antarktischen Expedition 1938/39 unter der Leitung des Polarforschers Alfred Ritscher. Eine weitere Kartierung anhand von Luftaufnahmen erfolgte bei der Dritten Norwegischen Antarktisexpedition (1956–1960). Deren Teilnehmer benannten die Gruppe in Anlehnung an die Benennung des Kvævefjellet.